# Ранчо Авандаро Коунтрј Клуб (Ваље де Браво)
Ранчо Авандаро Коунтрј Клуб (шп. Rancho Avándaro Country Club) насеље је у Мексику у савезној држави Мексико у општини Ваље де Браво. Насеље се налази на надморској висини од 2197 м.

## Становништво
Према подацима из 2010. године у насељу је живео 1 становник.

### Хронологија
| Година       | 2000         | 2005 | 2010 |
| ------------ | ------------ | ---- | ---- |
| Становништво | 24 (11 / 13) | 12   | 1    |

### Попис
| # | Индикатор                     | Вредност |
| - | ----------------------------- | -------- |
| 1 | Укупно домаћинстава           | 56       |
| 2 | Укупно насељених домаћинстава | 1        |
| 3 | Величина локације             | 1        |